# Estádio Nacional 12 de Julho
L'Estádio Nacional 12 de Julho (Stade national du 12-Juillet) est la plus grande enceinte sportive de São Tomé. C'est le premier stade santoméen par la capacité. Il est situé sur l'île de São Tomé.
Il accueille les rencontres à domicile de l'équipe de Sao Tomé-et-Principe de football ainsi que des clubs de l'Agrosport FC, du 6 de Setembro, du Sporting Clube da Praia Cruz et Vitória Riboque.

## Utilisations
Le stade accueille les rencontres à domicile de l'équipe de Sao Tomé-et-Principe de football, ainsi que les rencontres des clubs de l'Agrosport FC, du 6 de Setembro, du Sporting Clube da Praia Cruz et du Vitória Riboque.